# The Jon Spencer Blues Explosion

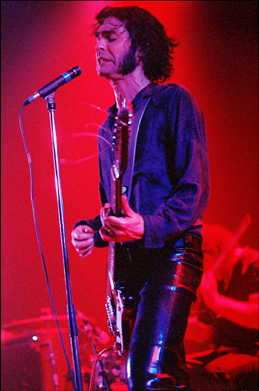
Jon Spencer (2006)

The Jon Spencer Blues Explosion is een muziektrio uit New York opgericht in 1991, dat alternatieve rock ten gehore brengt. De band bestaat uit zanger, gitarist en thereminist Jon Spencer, drummer Russel Simins en gitarist, mondharmonicaspeler en achtergrondzanger Judah Bauer. Rock-'n-roll vormt de basis van de muziek, die daarnaast is beïnvloed door blues, punk, garagerock, soul, noise en rap.

## Discografie

### Albums
| Album met hitnotering(en) in de Vlaamse Ultratop 200 albums | Datum van verschijnen | Datum van binnenkomst | Hoogste positie | Aantal weken | Opmerkingen         |
| ----------------------------------------------------------- | --------------------- | --------------------- | --------------- | ------------ | ------------------- |
| Damage                                                      | 2004                  | 09-10-2004            | 76              | 2            | als Blues Explosion |
| Meat + bone                                                 | 2012                  | 29-09-2012            | 113             | 1*           |                     |